# باول ماكغريغور
باول ماكغريغور (بالإنجليزية: Paul McGregor)‏ هو لاعب كرة قدم بريطاني في مركز الهجوم، ولد في 17 ديسمبر 1974 في ليفربول في المملكة المتحدة. لعب مع بريستون نورث إيند ونادي بليموث أرجايل ونادي كارلايل يونايتد ونوتينغهام فورست ونورثامبتون تاون.

## وصلات خارجية
- باول ماكغريغور على موقع قاعدة بيانات كرة القدم.إي يو (الإنجليزية)
- باول ماكغريغور على موقع Soccerbase.com (لاعب) (الإنجليزية)
- باول ماكغريغور على موقع عالم كرة القدم.نت (الإنجليزية)